# Salix apoda
Espèce
Classification APG III (2009)
Salix apoda est une espèce de plantes à fleurs de la famille des Salicaceae. C'est un saule originaire du Caucase et du Nord de l'Iran.

## Synonymie
- Salix hastata var. apoda (Trautv.) Laksch. ex Goerz

## Description
Salix apoda est une des plantes rampantes les plus décoratives. 
Dans un milieu favorable, l'arbre peut malgré tout croître jusqu'à une hauteur de 15 à 20 mètres. Sa croissance est lente. 
Ses chatons femelles mesurent de 6 à 12 cm de long tandis que les fleurs mâles, orange et rose sont d'une taille de 3 à 6 cm : ils sont des plus pittoresques (Warren-Wren). Sun/Med. 
La floraison de Salix apoda se produit en mars. Les fleurs s'organisent en épi. Elles produisent des capsules de déhiscence loculicide.
Les feuilles sont obovales et pétiolées avec un bord entier.
Les arbustes poussent sur des sols frais à humides et préfèrent une exposition ensoleillée. Le substrat doit être limono-sableux, limono-graveleux ou argilo-sableux. Ils supportent des températures allant jusqu'à -23 °C (USDA zone 6).